# Елізабет А. Лінн
Елізабет А. Лінн (англ. Elizabeth A. Lynn, нар. 8 червня 1946) — американська письменниця, найбільш відома завдяки фентезі та меншою мірою наукової фантастики. Вона особливо відома як одна з перших письменниць наукової фантастики чи фентезі, яка представила геїв і лесбійок. Широко відома каліфорнійська та нью-йоркська мережа ЛГБТ-книгарень A Different Light взяла назву за її романом. Вона є лауреаткою Всесвітньої премії фентезі за найкращий роман.

## Основа роботи
Елізабет Лінн є відкритою лесбійською письменницею наукової фантастики та фентезі, яка написала численні твори з позитивними героями-геями. Її романи «Хроніки Торнора» (1979–80), перша книга яких «Вартова вежа» отримала Всесвітню премію фентезі, були одними з перших романів у стилі фентезі, у яких гей-стосунки були непримітною частиною культурного середовища та включали відверті та симпатичні зображення. одностатевого кохання. Інші книги цієї серії: «Танцівниці Аруна» (1979); і «Північна дівчина» (1980) — остання з яких викликає особливий лесбійський інтерес.
Ранні науково-фантастичні романи Лінн були так само новаторськими у трактуванні сексуальних тем. У «Мережі Сардонікс» (1981) одним із головних персонажів є сексуальний садист. Її науково-фантастичний роман «Інше світло» (1978) розповідав про одностатеві стосунки між двома чоловіками. Чарівна лесбійська казка «Жінка, яка любила місяць» також отримала Всесвітню премію в жанрі фентезі та є головною історією в збірці Лінн «Жінка, яка любила місяць» разом з іншими гей-фантастичними історіями. Обидва ці романи містять науково-фантастичну концепцію гіперпростору.
Пізніше Лінн повернулася до художньої літератури, створивши фантастичний серіал, знову присвячений одностатевим стосункам: «Зима дракона» (1998) і «Скарби дракона» (2004).

### Серії
- «Хроніки Торнора»
  - «Сторожова вежа» (1979), ISBN 0-425-05008-4
  - «Танцівниці Аруна» (1979), ISBN 0-425-05189-7
  - «Північна дівчина» (1980), ISBN 0-425-04725-3
- «Карадур Атані»
  - «Зима дракона» (1998), ISBN 0-441-00502-0
  - «Скарб Дракона» (2003), ISBN 0-441-01196-9

### Романи
- «Інше світло» (1978), ISBN 0-425-04824-1
- «Мережа Сардонікс» (1981), ISBN 0-425-05326-1

### Збірки оповідань
- «Жінка, яка любила місяць та інші історії» (1981), ISBN 0-425-05161-7
- «Казки зниклої країни» (1990)

### Новели
- «Червоний яструб» (1983)

### Дитячі книги
- «Срібний кінь» (1986) роман, ISBN 0-312-94404-7

### Нон-фікшн
- «Бейб Дідріксон Захаріас: спортсмен-чемпіон» (1989) (біографія) ISBN 1-55546-684-2

### Вибрані оповідання
- «Ми всі маємо піти» (в Tricks and Treats, 1976)
- «Історія Ювіляра» (у Millennial Women, 1978)
- «Чарівна область» (у Basilisk, ред. Еллен Кушнер, 1980)
- «Срібний дракон» (у Flights: Extreme Visions of Fantasy, 2004)